# Jordskælvet i Baluchistan 2008
Jordskælvet i Baluchistan 2008 var et 6,4 Mw kraftigt jordskælv, som ramte den pakistanske Baluchistan den 29. oktober 2008. Det skete 60 km nord for Quetta og 185 km sydøst for den afghanske by Kandahar kl 04:09 lokal tid (28. oktober, 23:09 UTC) i en dybde af 15 km, på 30.653°N, 67.323°E. Det blev fulgt af et efterskælv 12 timer senere på 6.4 Mw i en dybde af 10 km. på 30.546°N, 67.447°E. 215 mennesker blev bekræftet døde, men dødstallet frygtedes at kunne stige til 400 efterhånden som flere lig blev gravet fram af ruinerne og 120.000 blev gjort hjemløse. Quetta, provinshovedstaden i Baluchistan, blev jævnet med jorden i det 7,6 Mw kraftige jordskælv i 1935, som dræbte mindst 30.000.
De fleste af de dræbte var fra to landsbyer i udkanten af byen Ziarat.Disse områder ligger i stejlt terræn, som blev slemt ødelagt af jordskred, forårsaget af jordskælvet. Hundredvis af lerklinede huse blev ødelagt.
Rystelserne kunne mærkes i Quetta, Ziarat, Pishin, Qila Abdullah, Mastung, Sibi, Bolan, Kuchlak og Loralai.